# Rue de Nazareth (Paris)
Pour les articles homonymes, voir Rue de Nazareth.
Pour les articles homonymes, voir Rue Sainte-Anne.
La rue de Nazareth ou impasse de Nazareth était une petite rue disparue de Paris, du quartier de la Cité.

## Origine du nom
Elle doit son nom au fait que les pèlerins de retour de Terre sainte étaient logés dans cette rue.
Il pourrait également provenir du voisinage de la Sainte-Chapelle où se trouvaient la couronne d'épines et un morceau de la vrai croix de Jésus-Christ qui vécut à Nazareth.

## Situation
La rue se trouvait à l'extrémité ouest de l'île de la Cité. Elle commençait rue de Jérusalem et finissait dans la cour de la Sainte-Chapelle,.

## Historique
La rue est à l'emplacement d'un chemin qui longeait la clôture occidentale du Palais.
Sa création date du début du XVIIème siècle avec les anciennes rues de Jérusalem, Saint-Louis et Saint-Anne par emprise sur l'enclos affecté aux chanoines desservant la Sainte-Chapelle situé entre cette église et le bras sud de la Seine.
La création de ces quatre rues formant rectangle fait suite à l'extension à l'ouest de l'Île de la Cité vers 1578 par annexion du terrain des îlots des Juifs, de Buci et de la Gourdaine ce qui amena la création de la place Dauphine et du Pont-Neuf.
Elle était autrefois appelée « rue de Galilée », puis « rue de Nazareth » à partir du XVIe siècle.
En 1702, la rue, qui fait partie du quartier de la Cité, possède 5 maisons et 6 lanternes.
Un premier projet d'agrandissement du palais de justice de Paris, déclaré d'utilité publique par une ordonnance du 26 mai 1840,, menace l'existence de la rue.
Elle est transformée en impasse en 1843. Elle ne disparait réellement qu'en 1883 quand le palais de justice est reconstruit.

## Lieux remarquables
- Entrée de la rue : Arc de Nazareth, qui enjambait la rue pour relier l'hôtel de la Chambre des comptes de Paris au bâtiment abritant ses archives situé de l'autre côté de la rue.
- n°5 : Maison canoniale de Gillot, chanoine de la Sainte-Chapelle, où a été, dit-on, composé la Satire Ménippée. Un siècle plus tard, Nicolas Boileau est né dans la même maison.
- Angle nord de la rue: maison natale de Voltaire
- siège de la corporation des clercs de procureur de la Chambre des Comptes, dite empire de Galilée

## Pour approfondir